# Ady (Einheit)
Der Ady, auch Adih  oder Adee, war ein Längenmaß in der Präsidentschaft Madras in Ostindien und die Bezeichnung für das Maß Fuß. Er wurde auch mit malabarischer Fuß bezeichnet. 
- 1 Ady = 117,77 Pariser Linien = 0,26568 Meter
- 1 Ady = 10,46 Zoll (engl.)
- gesetzlich 24 Adies = 1 Kjuli/Culi/Culy = 20,92 Fuß (engl.= 0,3048 Meter); in der Praxis 26 Adies = 22,663 Fuß (engl.)[2]